# Епоха на платното
Епохата на платното (обикновено обхващата периода 1571 – 1862 г.) е в ново време период в развитието на корабостроенето и корабоплаването, през който международната търговия се осъществява, а морските битки се водят с ветроходни кораби. 
През тази епоха се реализира триъгълна търговия и се колонизира Нов свят от Европа.
Условно периода започва от битката при Лепанто, понеже масово в нея са използвани гребци на галерите, и продължава най-късно до битката на Хемптон рейд по време американската гражданска война – в която ветроходни кораби изиграват значителна роля за изхода на сражението. Предходно, през 1790 г. във второто Роченсалмско сражение по време на Шведско-руската война (1788 – 1790), ветроходите за последно играят основна роля във важно морско сражение.
За откриването на Америка също са използвани ветроходни кораби – каравели, обаче до битката при Лепанто все пак и гребците имат важно значение. 
На практика през епохата на платното Европа осъществява колонизация на света.